# Vladimir Axionov
Pour les articles homonymes, voir Axionov.
Vladimir Viktorovitch Axionov (en russe : Владимир Викторович Аксёнов), né le 1er février 1935 à Guiblitsy (oblast de Riazan, RSFS de Russie, URSS) et mort le 9 avril 2024 à Moscou (Russie), est un cosmonaute soviétique.

## Vols réalisés
Vladimir Axionov est ingénieur de vol sur 2 vols :
- 15 septembre 1976 : Il s'envole à bord de Soyouz 22 et atterrit le 23 septembre 1976.
- 5 juin 1980 : Il participe à la mission Soyouz T-2 lancée en direction de Saliout 6, en tant que membre de l'expédition Saliout 6 EP-6. Il revient sur Terre le 9 juin 1980.